# Raft-sziget
A Raft-sziget az Amerikai Egyesült Államok északnyugati részén, Washington állam Pierce megyéjében elhelyezkedő magánsziget és statisztikai település. A 2010. évi népszámlálási adatok alapján 459 lakosa van.
Edmond S. Meany gyűjtése alapján a sziget nevét tutajra emlékeztető alakja miatt kapta. Charles Wilkes 1841-ben a formációt a csapata egy tagja, Joseph Allshouse után Allshouse-szigetnek nevezte el.

## Fordítás
- Ez a szócikk részben vagy egészben  a   Raft Island című angol Wikipédia-szócikk ezen változatának fordításán alapul.  Az eredeti cikk szerkesztőit annak laptörténete sorolja fel. Ez a jelzés csupán a megfogalmazás eredetét és a szerzői jogokat jelzi, nem szolgál a cikkben szereplő információk forrásmegjelöléseként.